# Zico
Arthur Antunes Coimbra (n. 3 martie 1953, Rio de Janeiro), cunoscut ca Zico, este un fost fotbalist și actual antrenor de fotbal brazilian. Uneori numit „Pele cel alb”, Zico este unul dintre cei mai buni pasatori și finalizatori din totdeauna, și probabil cel mai bun jucător de la sfârșitul anilor '70 începutul anilor '80. De asemenea Zico e cunoscut ca fiind unul dintre cei mai buni creatori de joc și executanți de lovituri libere, putând să șuteze cu acuratețe și putere. În 1999, Zico s-a clasat pe locul 8 în votingul ”Jucătorul secolului FIFA”. În martie 2004, Zico a fost inclus de Pelé pe lista celor mai buni 100 de fotbaliști în viață. Pelé, considerat la general cel mai bun jucător din lume, a declarat că: throughout the years, the one player that came closest to me was Zico („de-a lungul anilor, jucătorul care s-a apropiat cel mai mult de mine a fost Zico”).

## Statistici carieră
- This information is based on Zico's senior career totals.[6]

| Club               | Sezon         | Campionat | Campionat | Ligă regională | Ligă regională | Cupă1   | Cupă1  | Continental2 | Continental2 | Total   | Total  |
| Club               | Sezon         | Meciuri   | Goluri    | Meciuri        | Goluri         | Meciuri | Goluri | Meciuri      | Goluri       | Meciuri | Goluri |
| ------------------ | ------------- | --------- | --------- | -------------- | -------------- | ------- | ------ | ------------ | ------------ | ------- | ------ |
| Flamengo           | 1971          | 15        | 2         | 2              | 0              | –       | –      | –            | –            | 17      | 2      |
| Flamengo           | 1972          | 4         | 0         | 2              | 0              | –       | –      | –            | –            | 6       | 0      |
| Flamengo           | 1973          | 26        | 8         | 9              | 0              | –       | –      | –            | –            | 35      | 8      |
| Flamengo           | 1974          | 19        | 12        | 31             | 20             | –       | –      | –            | –            | 50      | 32     |
| Flamengo           | 1975          | 27        | 10        | 28             | 30             | –       | –      | –            | –            | 55      | 40     |
| Flamengo           | 1976          | 20        | 14        | 27             | 18             | –       | –      | –            | –            | 47      | 32     |
| Flamengo           | 1977          | 18        | 10        | 29             | 27             | –       | –      | –            | –            | 47      | 37     |
| Flamengo           | 1978          | 0         | 0         | 22             | 19             | –       | –      | –            | –            | 22      | 19     |
| Flamengo           | 1979          | 8         | 5         | 17 + 26 (43)   | 26 + 34 (60)   | –       | –      | –            | –            | 51      | 65     |
| Flamengo           | 1980          | 19        | 21        | 26             | 19             | –       | –      | –            | –            | 45      | 40     |
| Flamengo           | 1981          | 8         | 3         | 33             | 25             | –       | –      | 13           | 11           | 54 + 13 | 39     |
| Flamengo           | 1982          | 23        | 21        | 21             | 21             | –       | –      | 4            | 2            | 48      | 44     |
| Flamengo           | 1983          | 25        | 17        | –              | –              | –       | –      | 3            | 3            | 28      | 20     |
| Flamengo           | Total         | 212       | 123       | 273            | 239            | –       | –      | 20           | 16           | 506     | 378    |
| Udinese            | 1983–84       | 24        | 19        | –              | –              | 9       | 5      | –            | –            | 33      | 24     |
| Udinese            | 1984–85       | 15        | 3         | –              | –              | 5       | 3      | –            | –            | 20      | 6      |
| Udinese            | Total         | 39        | 22        | –              | –              | 14      | 8      | –            | –            | 53      | 30     |
| Flamengo           |               |           |           |                |                |         |        |              |              |         |        |
| 1985               | 3             | 1         | 3         | 2              | –              | –       | –      | –            | 6            | 3       |        |
| 1986               | 0             | 0         | 4         | 3              | –              | –       | –      | –            | 4            | 3       |        |
| 1987               | 12            | 5         | 5         | 1              | –              | –       | –      | –            | 17           | 6       |        |
| 1988               | 14            | 4         | 6         | 0              | –              | –       | –      | –            | 20           | 4       |        |
| 1989               | 8             | 2         | 11        | 2              | 7              | 3       | 1      | 0            | 27           | 7       |        |
| Total              | 37            | 12        | 29        | 8              | 7              | 3       | 1      | 0            | 74           | 23      |        |
| Sumitomo Metals FC |               |           |           |                |                |         |        |              |              |         |        |
| 1991–92            | 22            | 21        | –         | –              | –              | –       | –      | –            | 22           | 21      |        |
| Kashima Antlers    |               |           |           |                |                |         |        |              |              |         |        |
| 1992               | –             | –         | –         | –              | 12             | 7       | –      | –            | 12           | 7       |        |
| 1993               | 17            | 9         | –         | –              | 7              | 3       | –      | –            | 24           | 12      |        |
| 1994               | 7             | 5         | –         | –              | –              | –       | –      | –            | 7            | 5       |        |
| Total              | 46            | 35        | –         | –              | 19             | 10      | –      | –            | 65           | 45      |        |
| Total carieră      | Total carieră | 334       | 192       | 302            | 247            | 40      | 21     | 21           | 16           | 697     | 476    |

1Domestic Cups include Copa do Brasil, Coppa Italia, J. League Cup and Emperor's Cup

2Continental competitions include Copa Libertadores and Supercopa Sudamericana

3Include Intercontinental Cup
| Brazilia (oficiale) | Brazilia (oficiale) | Brazilia (oficiale) |
| An                  | Meciuri             | Goluri              |
| ------------------- | ------------------- | ------------------- |
| 1976                | 9                   | 6                   |
| 1977                | 7                   | 6                   |
| 1978                | 11                  | 3                   |
| 1979                | 5                   | 5                   |
| 1980                | 5                   | 4                   |
| 1981                | 12                  | 10                  |
| 1982                | 11                  | 8                   |
| 1983                | 1                   | 0                   |
| 1984                | 0                   | 0                   |
| 1985                | 5                   | 3                   |
| 1986                | 5                   | 3                   |
| Total               | 71                  | 48                  |